# Real Juventud
El Club Deportivo Real (anteriormente Club Deportivo Real Juventud) es un equipo de fútbol afiliado a la Liga de Ascenso de Honduras. Tiene su sede en el departamento de Santa Bárbara

## Historia
El Real Juventud es un Club de fútbol proveniente de la Liga de Ascenso de Honduras.
Este Club fue fundado el 30 de mayo de 1965, por el señor clemente Pérez. El primer presidente del Real Juventud en la Segunda División fue el señor Felipe Nery Leiva, y su primer entrenador el señor José Mansur Ali.
En 1983 el Real Juventud compró la categoría para ser parte de la Segunda División del fútbol de Honduras, luego de permanecer en las ligas federadas por 19 años.
El 23 de mayo del 2008 el Real Juventud consiguió su gran sueño de llegar a la Primera División del fútbol hondureño, luego de 24 años de participar en la Liga de Ascenso de Honduras. Esta hazaña la logró luego de vencer al Social Sol de la ciudad de Olanchito por marcador global de (3-1).
El primer partido para decidir el campeón del campeonato Clausura 2007-2008 había terminado con empate a cero goles por bando en la Ciudad Cívica, luego de que ambos equipos se entregaron en un duelo sin cuartel. Mientras que el Social Sol aprovechó la velocidad de Clifford Laing, y los disparos de media distancia de Luis Romero, el Real Juventud trató de romper el cerco defensivo del Social Sol por intermedio de Carlos Páez de Oliveira. Luego de un poco más de 90 minutos de lucha, ambos clubes tuvieron que conformarse con el empate.
El partido de vuelta se jugó en el Argelio Sabillón de Santa Bárbara ante unos 3,000 aficionados y bajo el arbitraje de Ricardo Zelaya. El encuentro comenzó con muchos nervios, pero a medida que fue pasando el tiempo, los equipos se fueron asentando en el terreno de juego hasta ofrecer un espectáculo digno de una final. La velocidad y el buen manejo del balón dio como resultado que el Social sol se aproximara al marco del Real Juventud.
A los 12 minutos Romero probó con remate de larga distancia, pero el balón fue bien controlado por el meta local: Luis Rosales. Pero el Real Juventud no se quedó atrás y Carlos Paez tuvo una clara para asustar a los de la ciudad de Olanchito. A los 36' el colombiano Córdova tendría otra oportunidad pero el balón se fue a la final.
El Social Sol se pondría a ganar con gol de César Zelaya al minuto 36, luego de que los defensores del Real Juventud no pudieron despejar un balón dentro del área. Con este marcador (0-1), los equipos se fueron al descanso. Al regreso, y con la necesidad de empatar, el Real se fue al frente. Las embestidas del local dejaban espacios vacíos, los que aprovechaba el Social para contra atacar, pero sin ser efectivos. No así el Juventud, quien a los 26 minutos de la complementaria empató los cartones, luego de que Córdova cobrara un tiro libre. El balón se estrelló en la barrera y al remate llegó Kevin Sambulá para enviar el balón al fondo de la cabaña.
Después de este gol, el equipo visitante trató de irse al frente por medio de un tiro libre cobrado por Romero; pero fue el cuadro local quien por intermedio del colombiano Charles Córdova se puso 2-1 al minuto '42. Sobre el final del partido, el Real Juventud aumentó la cuenta por medio de Juan Carlos Róchez para el 3-1 definitivo.
Con la conquista del título Clausura 2007-2008, el Real Juventud aseguró su ascenso a la Liga Nacional de Fútbol de Honduras. El equipo no tuvo necesidad de pelear una final, ya que había logrado el título Apertura 2007-2008 en contra del Arsenal de Roatán.
Entre los miembros del plantel, que lograron el histórico ascenso del Real Juventud se encuentran: José Luis Rosales, Juan Carlos Róchez, César Anariba, Kevin Sambulá, Charles Córdova, David Rocha, David Meléndez, Gerson Martínez, Randy Diamond, Ronald del Cid y Carlos Páez, Marlon Soto, Luciano Valerio y Ever Argueta.
En la actualidad el equipo milita en la 2.ª división de Honduras luego de un ascenso frente al Juvenil Joconeño.
El 29 de marzo de 2025 desciende por primera vez a la Liga Mayor después de perder 1-2 ante su rival de ciudad, el C. D. San Juan, quedando en el 3 lugar de la tabla de descenso.
El 18 de julio de 2025 el Real Juventud anunció su regreso a La Liga de Ascenso de Honduras Después de Comprar La Categoría Que Dejó El Platense FC
El Real Juventud Jugará En La Liga de Ascenso de Honduras Temporada 2025-2026, Bajo El Nombre de C. D. Real.

## Uniforme
- Uniforme Titular: Camiseta Blanca, calzoneta blanca y medias blancas.
- Uniforme Alternativo: Camiseta azul, calzoneta azul y medias azules.

### Indumentaria y Patrocinadores
| Período         | Proveedor    |
| --------------- | ------------ |
| 2008 - 2011     | Joma         |
| 2011 - 2019     | Marca Propia |
| 2019 - 2020     | Adidas       |
| 2020 - 2022     | Huriver      |
| 2022 - Presente | Nova         |

| Período         | Patrocinador                      |
| --------------- | --------------------------------- |
| 2008 - 2011     | Tigo                              |
| 2011 - 2019     | Pepsi                             |
| 2019 - 2020     | Loto SalvaVida                    |
| 2020 - 2022     | Loto Banco Azteca Asiatikos Parts |
| 2022 - 2023     | Asiatikos Parts Apostemos Texaco  |
| 2023 - Presente | Tigo Apostemos Asiatikos Parts    |

## Estadio
El club hace de local en el Estadio Argelio Sabillón en la ciudad de Santa Bárbara, departamento homónimo.
Este recinto tiene capacidad para 5,000 personas y en 2024 se inició una remodelación instalandole grama sintética y ampliación de graderías. Finalizará en 2025.

## Escudo
El escudo tiene forma de triángulo invertido con colores rojo, azul, blanco y amarillo. En el centro se encuentra una franja Blanca con la leyenda Real Juventud, en la parte baja hay un Balón de Fútbol. En la parte superior a la izquierda se encuentra la bandera de Honduras con forma de sol y a la derecha se encuentra el mapa del departamento de Santa Bárbara y en medio del mapa el símbolo Patepluma. En la parte de arriba se hay una corona.

## Datos del Club
- Temporadas en Liga Nacional: 2 (2008-2009), (2009-2010)
- Temporadas en Liga de Ascenso: 39 (1983-2008), (2010-2024)
- Temporadas en Liga Mayor: 18 (1965-1983)
- Estadio: Estadio Argelio Sabillón
- Títulos de Liga de Ascenso: 2 (Apertura 2007 y Apertura 2008)
- Fecha de fundación: 30 de mayo de 1965

## Palmarés

### Títulos nacionales
- Liga de Ascenso de Honduras (2): Apertura 2007 y Clausura 2008

### Subcampeonatos nacionales
- Liga de Ascenso de Honduras (2): Clausura 2006 y Apertura 2022

## Apodos

### Pateplumas
Este apodo se debe a que los habitantes de Santa Bárbara son conocidos como Pateplumas debido a su velocidad, este apodo ha incursionado tanto en el equipo, que el símbolo de este apodo se encuentra en el escudo del club.

## Rivalidades

### Clásico de Occidente
Con el Deportes Savio juega el Clásico de Occidente, debido a que estos 2 equipos jugaron juntos en la Liga Nacional, por lo que se ha creado una gran rivalidad por ver quien es el equipo más grande del Occidente de Honduras.

### Clásico Santabarbarense
El club también mantiene una gran rivalidad con el San Juan de Quimistán debido a que estas dos ciudades son las más importantes del departamento y los clubes más antiguos del departamento.

### Derby de La Ciudad
También sostiene una Rivalidad con el  San Juan de Gualjoco al ser de la misma ciudad.

## Afición
El club tiene una afición alentadora y fiel esto debido a que es el único club de la ciudad en jugar en la primera división de Honduras sin ser desaparecido o mudarse a otro lugar.